# Pontostoma
Pontostoma is een geslacht van kreeftachtigen uit de klasse van de Ostracoda (mosselkreeftjes).

## Soorten
- Pontostoma arcuatum (Hartmann, 1964)
- Pontostoma atlanticum Schornikov & Keyser, 2004
- Pontostoma honssuense (Schornikov, 1975)
- Pontostoma moonga (Behrens, 1991)
- Pontostoma ornatum (Hartmann, 1954)
- Pontostoma paenearcuatum (Hartmann, 1978)
- Pontostoma paraponticum Schornikov & Keyser, 2004
- Pontostoma pararcuatum (Hartmann, 1978)
- Pontostoma ponticum (Klie, 1942)
- Pontostoma pulchellum (Sars, 1866)
- Pontostoma striatum (Müller, 1894)